# Joel Amoroso
Emanuel Joel Amoroso (Rosario, Provincia de Santa Fe, Argentina, 8 de enero de 1988) es futbolista argentino. Juega como mediocentro y su equipo actual es The Strongest de la Primera División de Bolivia.

## Trayectoria
Sus comienzos fueron en las divisiones inferiores de Centenario de Venado Tuerto. Posteriormente pasa a integrar el plantel de primera división de Jorge Newbery de la misma ciudad.
Luego de pasar una prueba en 2012 Ferro Carril Oeste compra su pase, jugó al lado de Marcos Acuña. Luego de una muy buena temporada en el club de Caballito,en julio de 2013 pasa a Unión de Mar del Plata. El 13 de noviembre de 2014 marca el único tanto de la victoria de Unión frente a Talleres, con ese resultado el equipo marplatense asciende a la B Nacional por primera vez en su historia.

### Olimpo
Gracias a ese gol Amoroso es prestado a Olimpo en 2015. El 28 de diciembre el club de Bahía Blanca compra su pase hasta mediados del 2019.

### Newell's
Después de una excelente temporada, Joel Amoroso tuvo oferta de Lanús pero es comprado por Newell's Old Boys, fue comprado en una cifra alrededor de los 900 mil dólares por el 100% de su pase por 3 temporadas. Jugó 27 partidos con los rosarinos, además de compartir camerino con Maxi Rodríguez e Ignacio Scocco.
Sin embargo, pudo solucionar el tema e ir a préstamo por una temporada sin opción de compra a Club Atlético Belgrano. Es recordado por los hinchas leprosos al meterles un gol en un enfrentamiento entre Newell's Old Boys contra Belgrano de Córdoba pero no lo gritó por respeto a su antiguo club. Luego de ese paso en su carrera vuelve a la lepra a mediados del 2018,queriendo jugar minutos algo que solo ha hecho en Olimpo.
Luego de no estar en planes de Héctor Bidoglio y teniendo 6 meses más de contrato, el jugador quería quedar como jugador libre y por tal motivo lo mandaron a entrenar con la reserva.
Luego de quedar como jugador libre firmó por toda una temporada por San Luis de Quillota.

### FBC Melgar
Luego de recibir el llamado de Diego Osella, quien lo dirigió en Olimpo y Newell's, rescinde contrato con San Luis para vestirse de rojinegro nuevamente y fichar por FBC Melgar por un año y medio. Con la llegada del nuevo entrenador Carlos Bustos, fue el único jugador extranjero que se quedó en el equipo. En la temporada 2020 resaltó en algunos partidos del torneo local y la Copa Sudamericana 2020, en aquella temporada logró anotar 4 goles en 29 partidos, además logró darle la clasificación a la Copa Sudamericana 2021 en la última fecha, donde anotó un tanto en la victoria 3 a 2 frente a Deportivo Municipal. 
El 13 de enero del 2021 fue oficializado como nuevo refuerzo del Royal Pari por pedido expreso del argentino Cristian Leonel Díaz, quien lo dirigió en Olimpo de Bahía Blanca. además, afrontará la Copa Libertadores 2021.

## Clubes
| Club                   | País      | Año           |
| ---------------------- | --------- | ------------- |
| Club Jorge Newbery     | Argentina | 2008 - 2009   |
| Sportivo Rivadavia     | Argentina | 2010          |
| Club Jorge Newbery     | Argentina | 2011 - 2012   |
| Ferro Carril Oeste     | Argentina | 2012 - 2013   |
| Unión de Mar del Plata | Argentina | 2013 - 2014   |
| Olimpo                 | Argentina | 2015 - 2016   |
| Newell's Old Boys      | Argentina | 2016 - 2017   |
| Belgrano               | Argentina | 2017 - 2018   |
| Newell's Old Boys      | Argentina | 2018          |
| San Luis de Quillota   | Chile     | 2019          |
| FBC Melgar             | Perú      | 2019 - 2020   |
| Royal Pari             | Bolivia   | 2021-2023     |
| The Strongest          | Bolivia   | 2024-presente |

## Estadísticas
| Club                   | Años        | Partidos | Goles |
| ---------------------- | ----------- | -------- | ----- |
| Club Jorge Newbery     | 2011-2012   | 42       | 11    |
| Ferro Carril Oeste     | 2012 - 2013 | 20       | 0     |
| Unión de Mar del Plata | 2013 - 2014 | 45       | 9     |
| Olimpo                 | 2015 - 2016 | 47       | 5     |
| Newell's Old Boys      | 2016 - 2017 | 28       | 1     |
| Belgrano               | 2017 - 2018 | 17       | 1     |
| Newell's Old Boys      | 2018        | 12       | 0     |
| San Luis de Quillota   | 2019        | 12       | 3     |
| FBC Melgar             | 2019 - 2020 | 45       | 7     |
| Royal Pari             | 2021 -      | 94       | 20    |

Actualizado al 23-02-2023.